# TC型無線式列車接近警報装置
TC型無線式列車接近警報装置（ティーシーがたむせんしきれっしゃせっきんけいほうそうち）とは、東日本旅客鉄道（JR東日本）総合技術開発推進部テクニカルセンターが開発した、列車の接近を無線で保線作業員などに伝達し、安全を図る装置のこと。

## 概要
軌道回路により列車の接近を検知した時、その情報が沿線電話機回線に伝送され、沿線に設置されている沿線電話機箱内に搭載された送信機が、列車接近の情報のアナウンスを音声合成し、399.8MHzで発信する。それを列車見張員又は作業員が携帯している受信機で確認して、列車の接近を知るためのシステムであり、鉄道沿線でのメンテナンス作業の際、作業安全の確保を支援するための装置である。
アナウンスの音声は、上り列車が接近した場合には「上り接近」、下り列車が接近した場合には「下り接近」、上り下りの両列車が接近した場合には「上り下り接近」、複々線以上の場合は「◯◯上り」をアナウンスして、列車の接近を知らせる。列車の接近が無い場合には、受信機から一定間隔で「ピーッ ピーッ」の確認音が流れており、故障時には、その確認音が流れないようになっている。

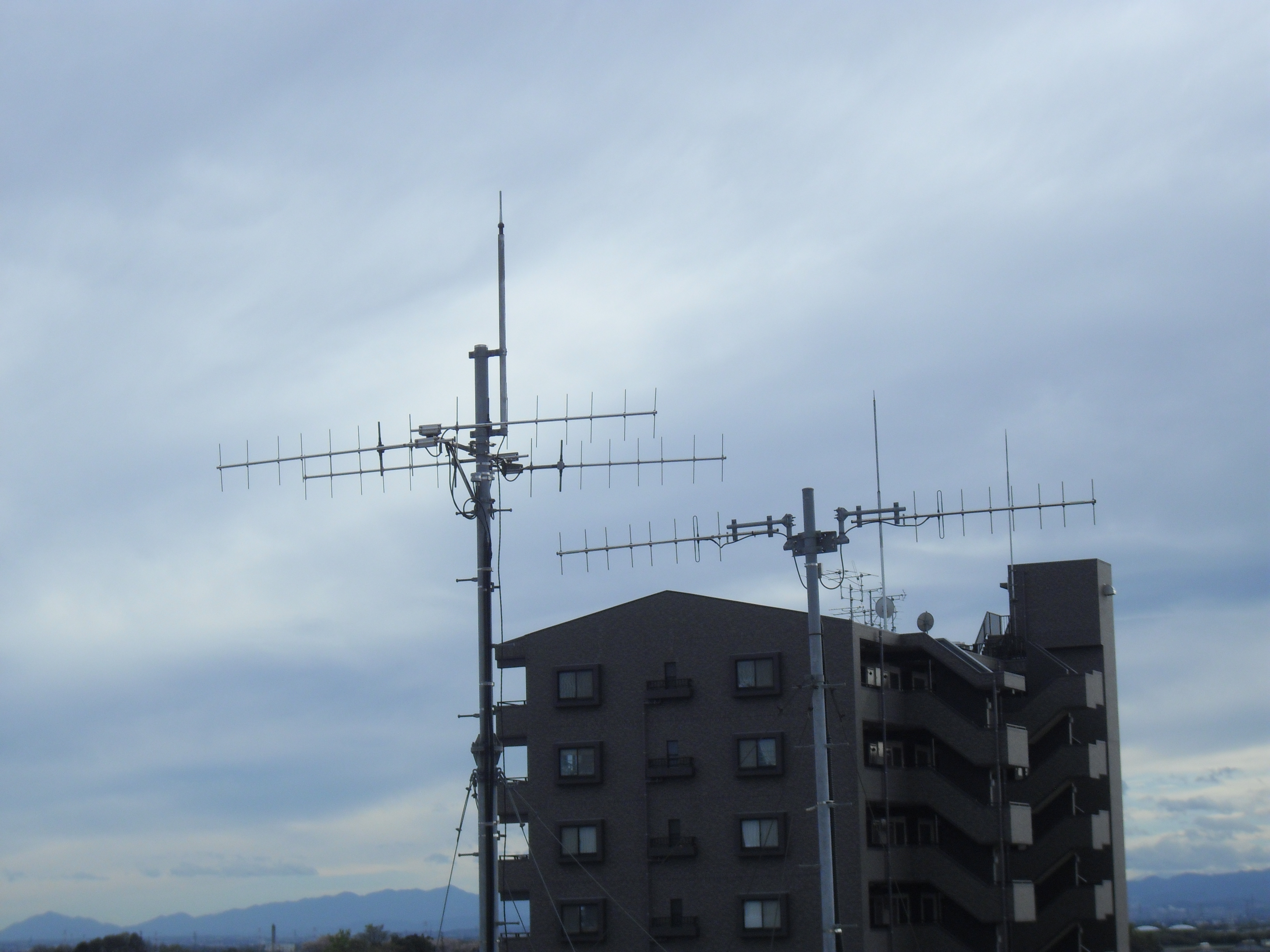
TC列車接近警報装置のアンテナ、沿線電話機箱の上部に設置されている。
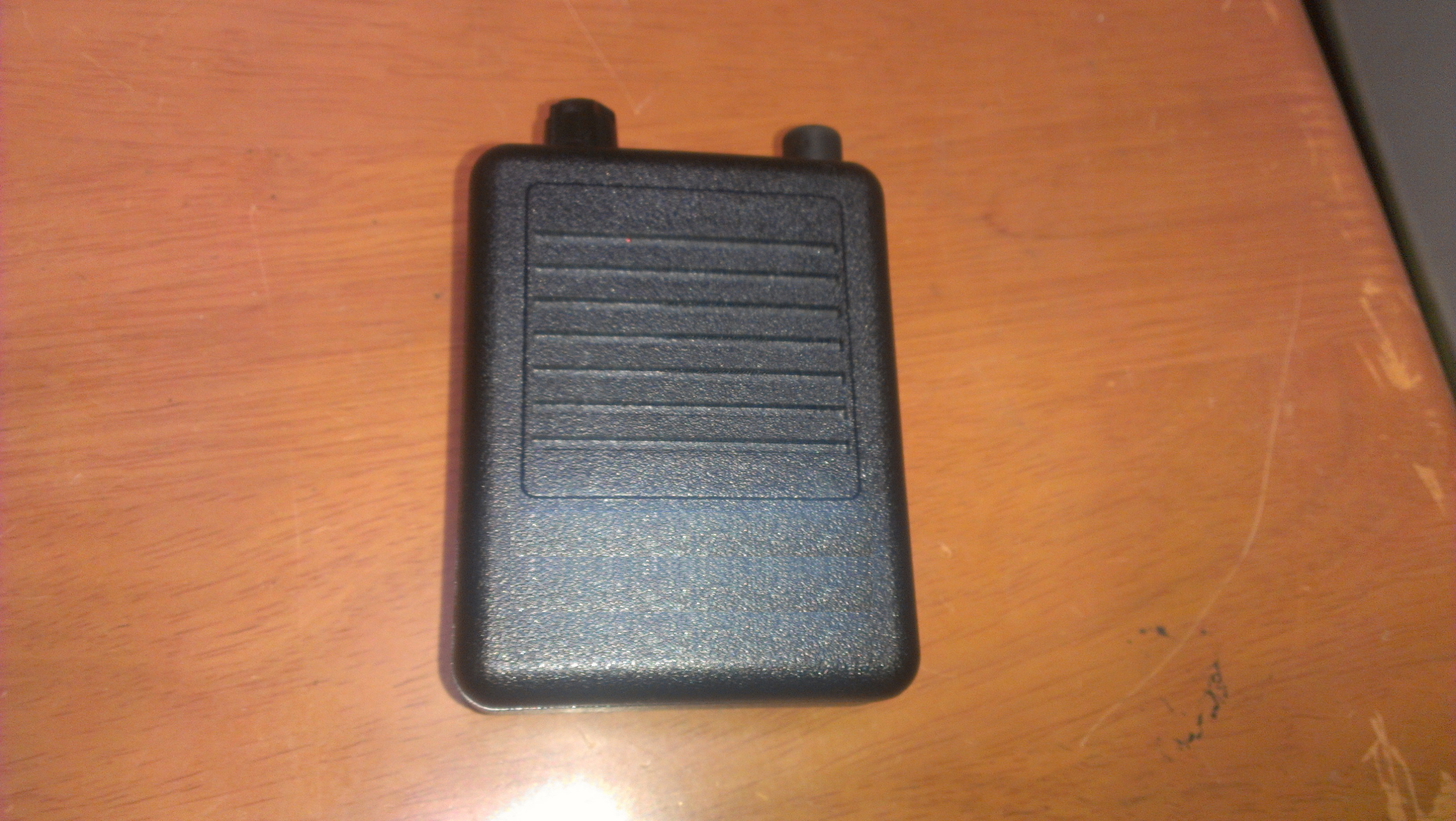
TC型無線式列車接近警報装置の受信機の前面
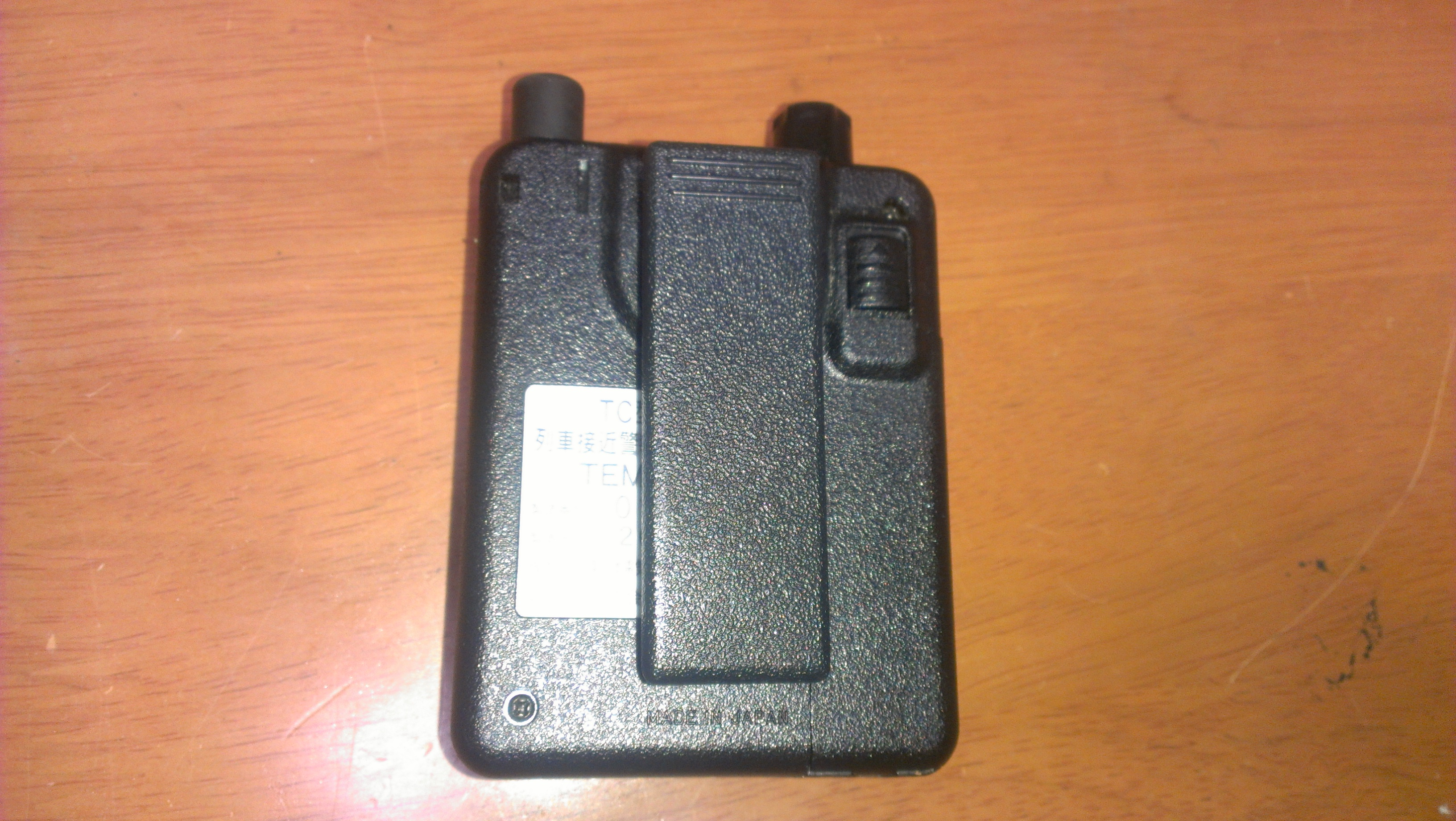
TC型無線式列車接近警報装置の受信機の裏面